# Eburia jamaicae
Eburia jamaicae är en skalbaggsart som beskrevs av Fisher 1942. Eburia jamaicae ingår i släktet Eburia och familjen långhorningar. Inga underarter finns listade i Catalogue of Life.